# Штеруський потік
Штеруський потік (словац. Šteruský potok) — річка в Словаччині, права притока Боровського каналу, протікає в окрузі П'єштяни.
Довжина приблизно 12,0—12,4 км. Витік знаходиться в масиві Трнавські пагорби на висоті близько 285 метрів. Протікає територією сіл Штеруси; Раковиці; Веселе..
Впадає в Боровський канал на висоті 150-152 метри.